# Tre-Skilling-Banco-Fehldruck

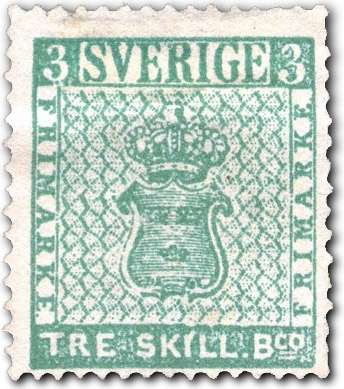
Tre Skilling Banco (Originaldruck)

Der Tre-Skilling-Banco-Fehldruck zählt zu den seltensten und teuersten Briefmarken der Welt. Die Marke wurde am 1. Juli 1855 in Schweden ausgegeben. Ein einziges Exemplar ist bis heute erhalten geblieben.
Die Briefmarke war Teil der ersten Briefmarkenserie Schwedens aus dem Jahr 1855. Diese bestand aus fünf Werten zu 3, 4, 6, 8 und 24 Skilling Banco. Das Bildmotiv der Serie zeigt das schwedische Reichswappen, welches von der Inschrift Frimärke, dem Landesnamen sowie der Wertangabe umgeben ist. Der ausgeführte Entwurf stammte von P. A. Sparre. Die Freimarken wurden im Buchdruck hergestellt. Nun kam es jedoch dazu, dass eine unbekannte Anzahl von 3-Skilling-Werten in der Farbe des 8-Skilling-Wertes gedruckt wurden. Sie waren demnach gelborange statt grün. Dieser Fehldruck blieb jedoch unbemerkt.
Im Jahre 1886 entdeckte der junge Sammler Georg Wilhelm Baeckman ein Exemplar des Fehldruckes auf dem Dachboden seiner Großmutter. Er verkaufte die Briefmarke für 7 Kronen an den Briefmarkenhändler Heinrich Lichtenstein. Nach zahlreichen weiteren Besitzerwechseln fiel sie schließlich in die Hände des Wiener Briefmarkenhändlers Sigmund Friedl. Dieser verkaufte die Tre Skilling Banco um 4000 Gulden im Jahre 1894 an den berühmten Sammler Philipp von Ferrary. Im Zuge der Auflösung von Ferrarys Sammlung durch die französische Regierung nach dem Ersten Weltkrieg wurde die Tre Skilling Banco auf einer Ferrary-Auktion von dem Baron Erik Leijonhufvud gekauft. Dieser verkaufte seine Briefmarke kurze Zeit später wieder für 1500 £ an den schwedischen Philatelisten Claes A. Tamm. 1937 fand die Tre Skilling Banco in König Karl II. von Rumänien für 5000 £ durch das Londoner Auktionshaus H. R. Harmer einen neuen Besitzer. 1950 erwarb sie René Berlingin für eine unbekannte Summe.
Im Jahre 1984 wechselte der schwedische Fehldruck erneut seinen Besitzer. David Feldman durfte ihn für 977.500 Schweizer Franken sein Eigen nennen. 1996 erbrachte er bei einer Auktion in Genf einen Betrag von 2,5 Mio. Schweizer Franken (1,6 Mio. Euro) ein. Am 22. Mai 2010 wurde die Marke erneut beim Auktionshaus David Feldman in Genf versteigert. Käufer wie auch Kaufpreis wurden nicht bekanntgegeben. Im Mai 2013 erwarb der schwedische Unternehmer Gustaf Douglas den Fehldruck zu einem nicht genannten Preis.